# Iraanse gijzelingscrisis

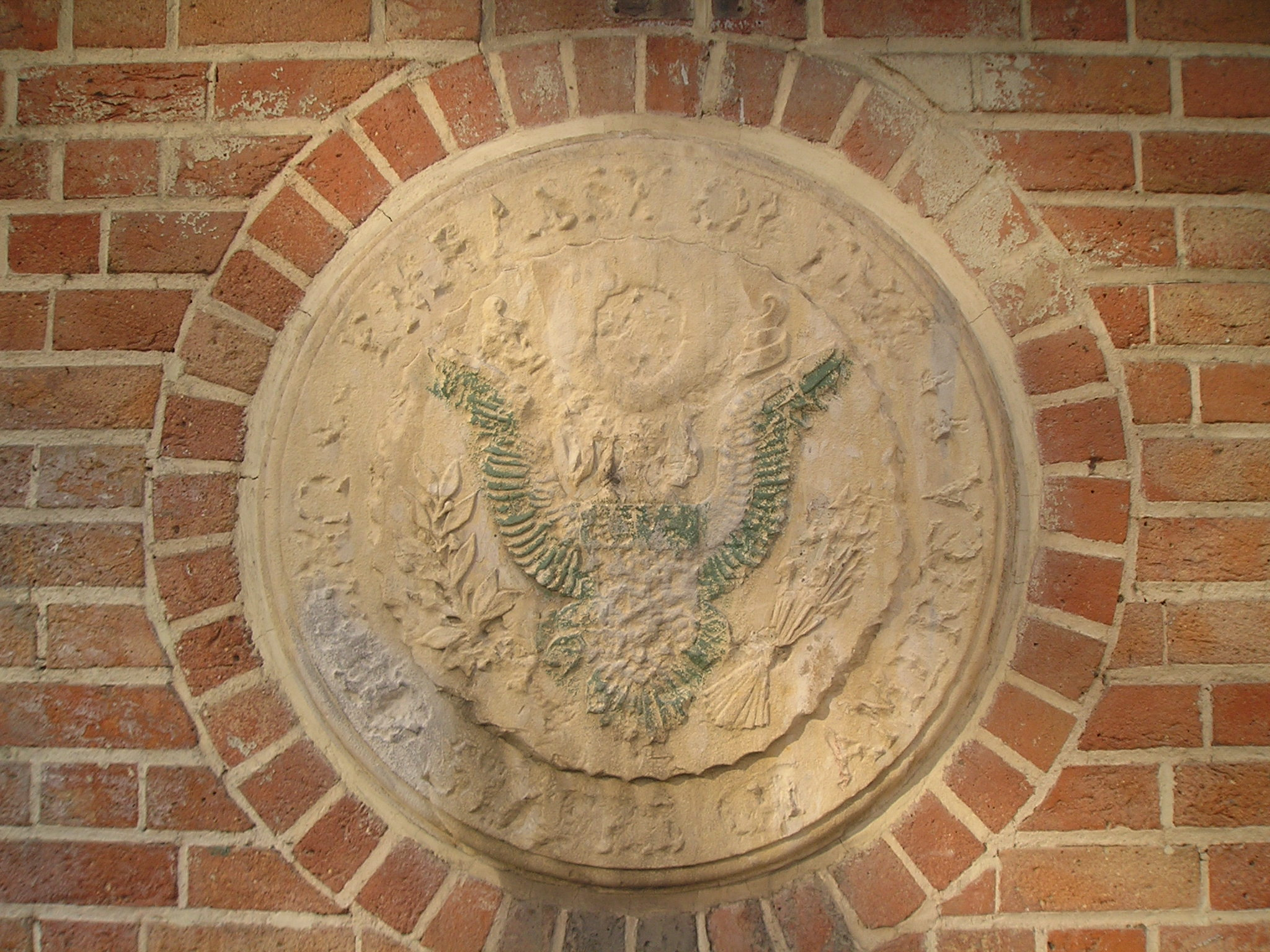
Het wapen van de VS op de voormalige ambassade van Amerika in Teheran

De Iraanse gijzelingscrisis was een gijzelingsactie in de Amerikaanse ambassade in Teheran, die begon in 1979 en 444 dagen (ongeveer 14 maanden) duurde.
Een groep studenten hield, als steun aan de Iraanse Revolutie van 1978-'79, 63 diplomaten en burgers in de Amerikaanse ambassade in Teheran in gijzeling. De actie duurde van 4 november 1979 tot 20 januari 1981. Tijdens de crisis werden enkele gijzelaars vrijgelaten, maar 52 werden tot het einde vastgehouden. Een bevrijdingsoperatie Operatie Eagle Claw mislukte en eindigde in de dood van acht Amerikaanse militairen en een Iraans burger. President Carter zag dit als de reden waarom hij niet opnieuw werd verkozen.
De gijzeling kwam ten einde met de Akkoorden van Algiers op 19 januari 1981. Een dag later werden de Amerikaanse gijzelaars vrijgelaten, slechts een paar minuten na het aftreden van president Carter.

## Reden gijzeling
De gijzeling kwam voort uit een ongenoegen wat betreft Amerika's invloed in Iran. In 1953 had de CIA door middel van een coup de democratisch gekozen seculiere Mohammad Mossadeq afgezet en de Sjah aan de macht geholpen en had lange tijd diens eveneens seculiere, maar dictatoriale bewind ondersteund.
Kort na de Iraanse revolutie in februari 1979 was de ambassade al korte tijd bezet. In de maanden daarna probeerde de Amerikaanse regering goede banden op te bouwen met het nieuwe bewind in Iran, vooral door de militaire samenwerking voort te zetten. Op 22 oktober 1979 stond de Amerikaanse regering de Sjah toe om in de Verenigde Staten behandeld te worden tegen kanker. De Amerikaanse ambassade in Teheran had hiervoor nog een negatief advies afgegeven, omdat zij de negatieve gevolgen en de reactie van Iran vreesde.

## Gijzeling

### De bezetting

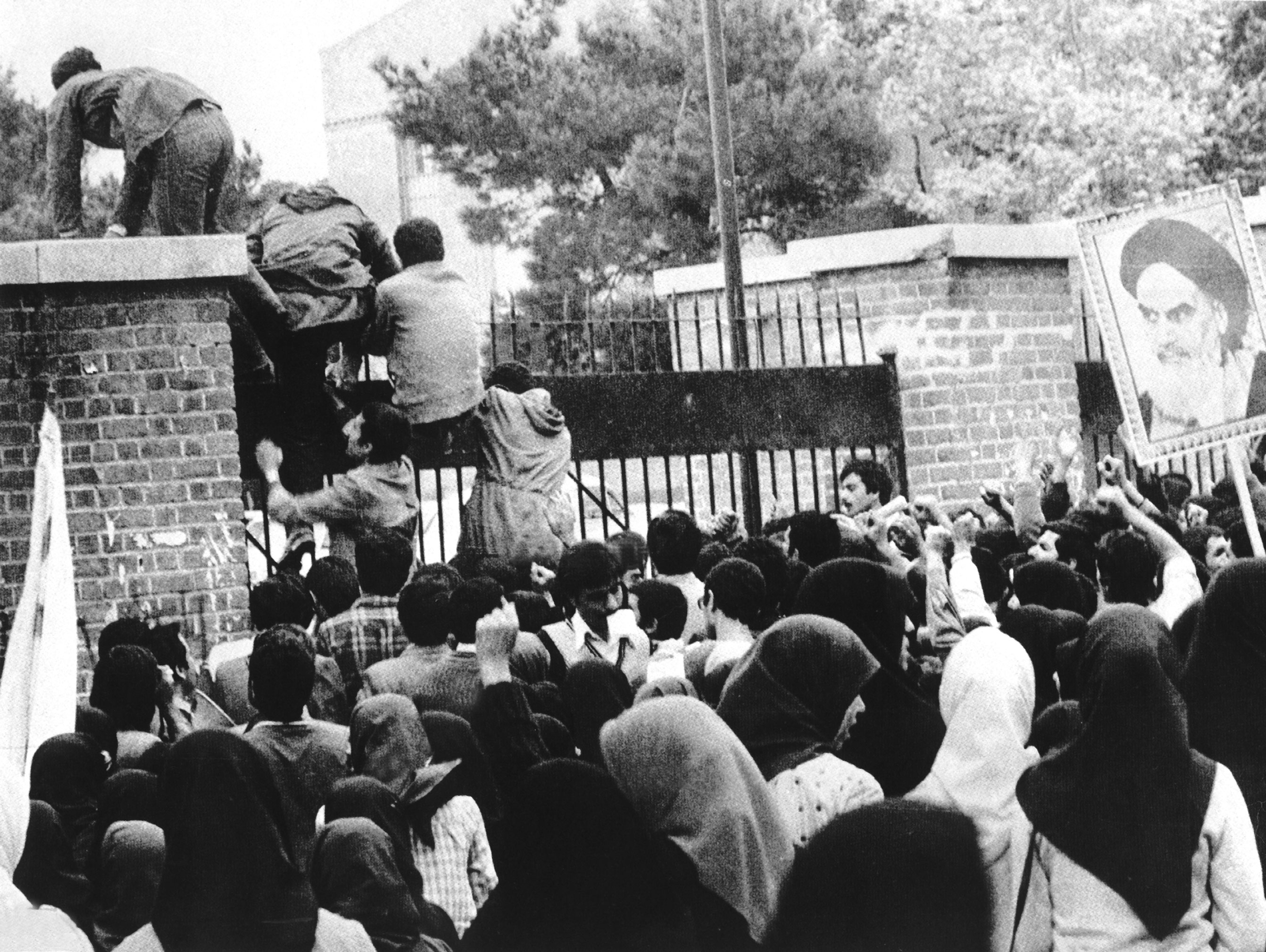
De bestorming van de Amerikaanse ambassade in Teheran, 4 november 1979

Iraanse studenten ontwikkelden een plan om de ambassade te bezetten. Volgens de groep was Irans leider ayatollah Khomeini niet van tevoren op de hoogte gebracht van de plannen, omdat men vreesde dat hij dan zou ingrijpen. Achteraf zou het voor hem makkelijker zijn in te stemmen, wanneer hij zag dat de actie succes had en uitging van zijn eigen volgelingen. Aanvankelijk was de bezetting bedoeld voor een paar dagen, maar dit werd langer toen duidelijk werd hoeveel steun ervoor leefde onder de Iraanse bevolking en bleek dat Khomeini zijn goedkeuring gaf.

### Ontkomen Amerikaanse diplomaten
Op de dag van de gijzeling wisten zes Amerikaanse diplomaten die op dat moment buiten de ambassade waren te ontkomen door onderdak te zoeken bij de Zwitserse en Canadese ambassade. Het Parlement van Canada hield in 1979 de eerste geheime zitting sinds de Tweede Wereldoorlog om verschillende Canadese paspoorten te verstrekken aan gestrande Amerikaanse burgers zodat zij het land konden ontvluchten. De in 2012 door Ben Affleck geproduceerde film Argo is gebaseerd op deze gebeurtenis.

### Omstandigheden gijzelaars

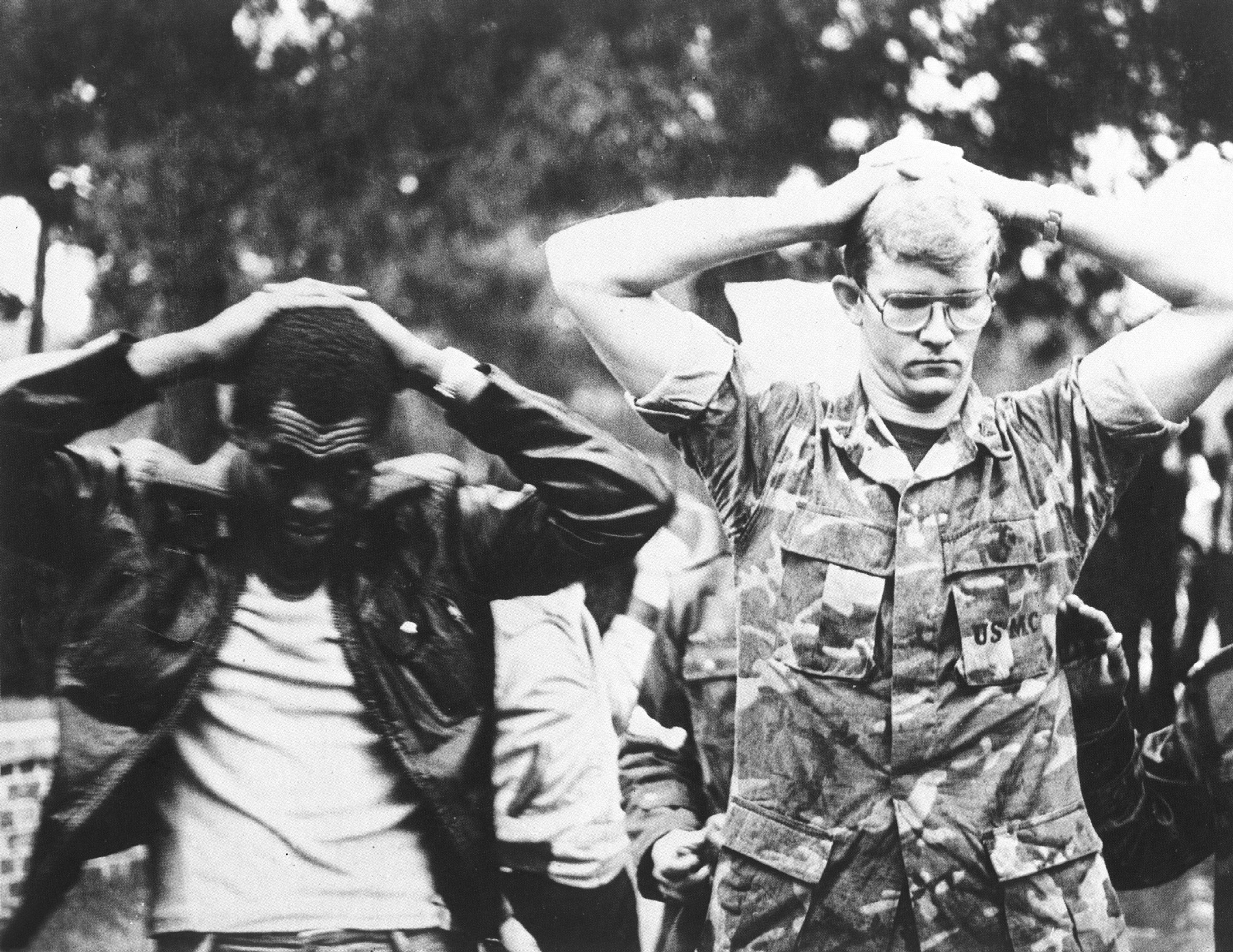
Twee gijzelaars

De gijzelnemers lieten na de bezetting 13 vrouwen en een aantal buitenlanders gaan. Richard Queen, een andere gijzelaar, werd vrijgelaten in juli 1980 nadat er multipele sclerose was geconstateerd bij hem. De andere 52 gijzelaars kwamen pas vrij in januari 1981. Zij moesten vaak geblinddoekt paraderen voor de lokale bevolking en de tv-camera's. Ook werden ze vaak alleen opgesloten. Op 5 februari 1980 ondergingen zij een nep-executie. Tijdens de gijzelingen werden zij vaak bezocht door diplomaten van andere landen. Deze hielpen de Amerikaanse regering om in contact te blijven met de gijzelaars. 
De gijzeling leidde in de Verenigde Staten tot een golf van patriottisme. President Carter kondigde een economische en diplomatieke boycot aan. Acht miljard aan Iraanse tegoeden op Amerikaanse banken werd ook bevroren. De publieke woede ging zo ver dat Amerikanen met een Iraanse achtergrond deze verzwegen. Ook werden veel Iraniërs het land uitgezet.

## Einde gijzeling

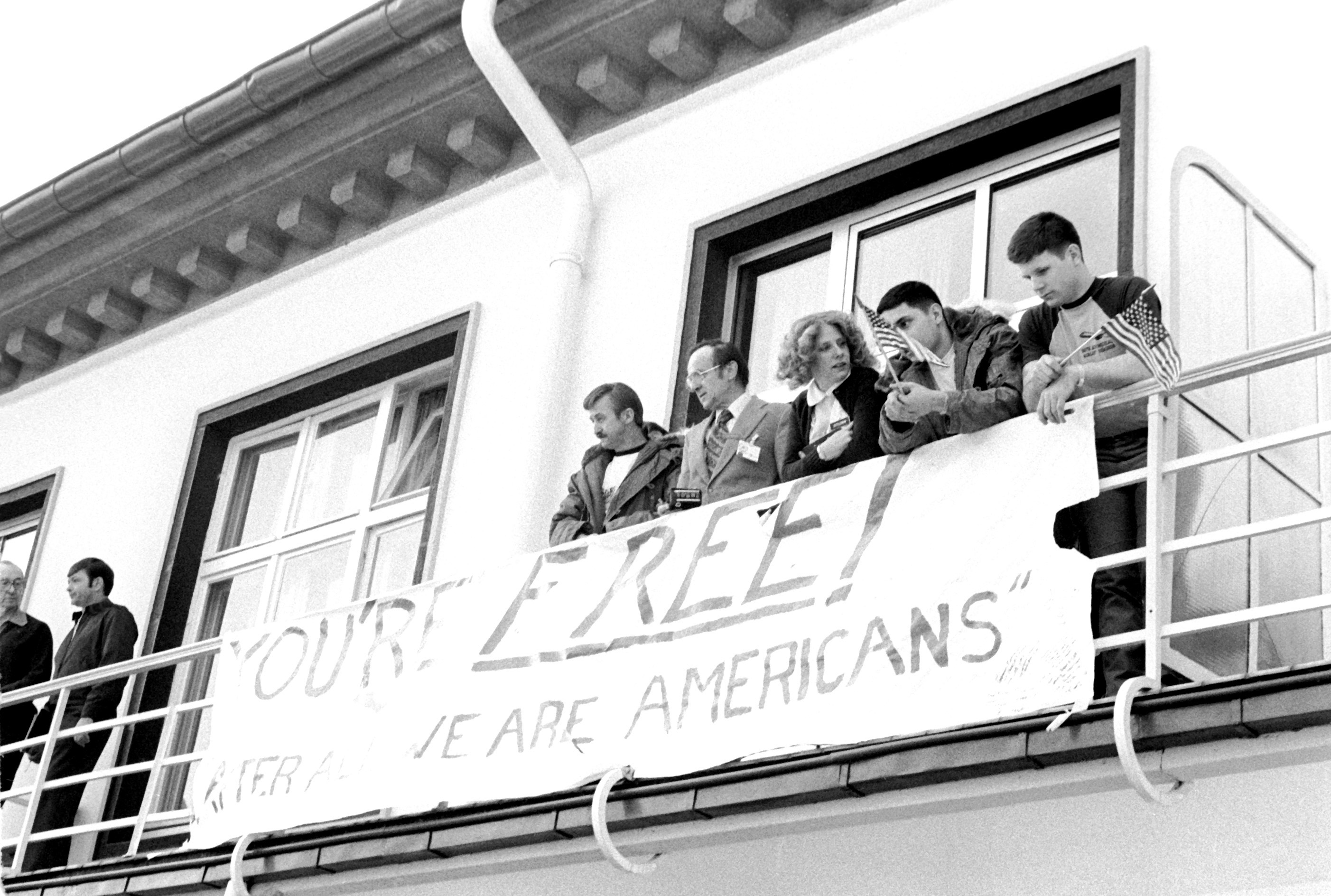
Vrijgelaten gijzelaars in Wiesbaden

De dood van de Sjah op 27 juli 1980 en het uitbreken van een oorlog met Irak in september 1980 zorgde ervoor dat de leiding van Iran een einde wilde maken aan de gijzeling. In november 1980 werd Ronald Reagan gekozen als nieuwe president. Op 19 januari 1981 werden de Algiers-akkoorden gesloten. Daarin werd de vrijlating van de gijzelaars geregeld, het vrijgeven van Iraans banktegoeden en immuniteit tegen eventuele eisen tot schadevergoeding waar Iran in Amerika mee geconfronteerd zou kunnen worden. Twintig minuten nadat Carter was afgetreden en Reagan benoemd als president werden de gijzelaars overgedragen aan de Verenigde Staten. Via Algerije vlogen zij naar een legerbasis in Wiesbaden waar Jimmy Carter op hen stond te wachten.

## Latere jaren
Eind juni 2005 kwam het bericht naar buiten dat enkele Amerikanen die bij de bezetting gegijzeld werden, Mahmoud Ahmadinejad, die eerder die maand was verkozen tot president van Iran, meenden te herkennen als een van de leiders van de bezetting. Ook de BBC-journalist John Simpson schreef dat hij hem herkende. Ahmadinejad en enkele andere Iraanse leiders gaven echter te kennen dat de president niet bij de gijzeling betrokken was.
In april 2014 werd een van de voormalige studenten die betrokken waren bij de gijzeling, Hamid Aboutalebi, benoemd tot Iraans ambassadeur bij de Verenigde Naties in New York. Dit leidde tot verontwaardiging bij Amerikaanse politici, wat de regering van de Verenigde Staten ertoe bracht Aboutalebi een visum te weigeren. Hierdoor kon hij niet aan de slag als ambassadeur.